# 227641 Nothomb
227641 Nothomb è un asteroide della fascia principale. Scoperto nel 2006, presenta un'orbita caratterizzata da un semiasse maggiore pari a 2,8700674 UA e da un'eccentricità di 0,0742562, inclinata di 2,47693° rispetto all'eclittica.